# 200 mètres brasse masculin aux championnats du monde de natation 2023
Cet article traite de l'épreuve masculine. Pour la compétition féminine, voir 200 mètres brasse féminin aux championnats du monde de natation 2023.
Le 200 mètres brasse masculin est une épreuve de natation sportive des championnats du monde de natation 2023. Elle a lieu les 27 et 28 juillet 2023 à Fukuoka au Japon.

## Records
Avant cette compétition, les records dans cette discipline étaient :
| Record du monde       | 2 min 5 s 95 | Zac Stubblety-Cook | 19 mai 2022     | Adélaïde, Australie   |
| Record du championnat | 2 min 6 s 12 | Anton Chupkov      | 26 juillet 2019 | Gwangju, Corée du Sud |

Au cours de la compétition, les nouveaux records suivants ont été établis :
| Record du monde        | 2 min 5 s 48 | Qin Haiyang | 28 juillet |
| Record du monde junior | 2 min 8 s 4  | Dong Zhihao | 28 juillet |

## Résultats détaillés
Les 16 meilleurs temps se qualifient pour les demi-finales (Q), puis les 8 meilleurs demi-finalistes passent en finale (F).

### Séries
| Rang | Série | Ligne | Nageur                  | Pays                        | Temps         | Commentaire |
| ---- | ----- | ----- | ----------------------- | --------------------------- | ------------- | ----------- |
| 1    | 5     | 4     | Zac Stubblety-Cook      | Australie                   | 2 min 8 s 98  | Q           |
| 2    | 3     | 6     | Caspar Corbeau          | Pays-Bas                    | 2 min 9 s 29  | Q           |
| 3    | 5     | 5     | Matt Fallon             | États-Unis                  | 2 min 9 s 32  | Q           |
| 4    | 3     | 2     | Aleksas Savickas        | Lituanie                    | 2 min 9 s 66  | Q           |
| 5    | 3     | 4     | Qin Haiyang             | Chine                       | 2 min 9 s 86  | Q           |
| 6    | 4     | 3     | Josh Matheny            | États-Unis                  | 2 min 9 s 90  | Q           |
| 7    | 4     | 6     | Dong Zhihao             | Chine                       | 2 min 10 s 06 | Q           |
| 8    | 4     | 5     | Ippei Watanabe          | Japon                       | 2 min 10 s 11 | Q           |
| 9    | 5     | 6     | Anton McKee             | Islande                     | 2 min 10 s 29 | Q           |
| 10   | 5     | 3     | Arno Kamminga           | Pays-Bas                    | 2 min 10 s 47 | Q           |
| 11   | 3     | 3     | Erik Persson            | Suède                       | 2 min 10 s 51 | Q           |
| 11   | 5     | 7     | Antoine Marc            | France                      | 2 min 10 s 51 | Q           |
| 13   | 4     | 8     | Lyubomir Epitropov      | Bulgarie                    | 2 min 10 s 76 | Q           |
| 14   | 5     | 2     | Matti Mattsson          | Finlande                    | 2 min 11 s 00 | Q           |
| 15   | 3     | 5     | Shoma Sato              | Japon                       | 2 min 11 s 03 | Q           |
| 16   | 4     | 9     | Maksym Ovchinnikov      | Ukraine                     | 2 min 11 s 71 | Q           |
| 17   | 4     | 7     | Dawid Wiekiera          | Pologne                     | 2 min 11 s 92 |             |
| 18   | 2     | 5     | Darragh Greene          | Irlande                     | 2 min 12 s 21 |             |
| 19   | 3     | 1     | Christopher Rothbauer   | Autriche                    | 2 min 12 s 29 |             |
| 20   | 3     | 0     | Adam John Chillingworth | Hong Kong                   | 2 min 12 s 30 |             |
| 21   | 2     | 2     | Ron Polonsky            | Israël                      | 2 min 12 s 34 |             |
| 22   | 4     | 2     | Miguel de Lara          | Mexique                     | 2 min 12 s 40 |             |
| 23   | 5     | 1     | Greg Butler             | Grande-Bretagne             | 2 min 12 s 52 |             |
| 24   | 5     | 8     | Noah De Schryver        | Belgique                    | 2 min 12 s 63 |             |
| 25   | 5     | 9     | Berkay Ömer Öğretir     | Turquie                     | 2 min 12 s 65 |             |
| 26   | 3     | 7     | Cho Sung-jae            | Corée du Sud                | 2 min 12 s 77 |             |
| 27   | 5     | 0     | Amro Al-Wir             | Jordanie                    | 2 min 12 s 90 |             |
| 28   | 4     | 1     | Carles Coll Martí       | Espagne                     | 2 min 13 s 09 |             |
| 29   | 2     | 3     | Joshua Gilbert          | Nouvelle-Zélande            | 2 min 13 s 59 |             |
| 30   | 4     | 0     | Brayden Taivassalo      | Canada                      | 2 min 13 s 81 |             |
| 31   | 3     | 9     | Maximillian Wei Ang     | Singapour                   | 2 min 14 s 63 |             |
| 32   | 2     | 6     | Daniils Bobrovs         | Lettonie                    | 2 min 15 s 95 |             |
| 33   | 2     | 7     | Tyler Christianson      | Panama                      | 2 min 17 s 43 |             |
| 34   | 2     | 4     | Phạm Thanh Bảo          | Viêt Nam                    | 2 min 17 s 89 |             |
| 35   | 2     | 9     | Liam Davis              | Zimbabwe                    | 2 min 18 s 45 |             |
| 36   | 2     | 1     | Constantin Malachi      | Moldavie                    | 2 min 18 s 87 |             |
| 37   | 2     | 8     | Julio Horrego           | Honduras                    | 2 min 20 s 70 |             |
| 38   | 2     | 0     | Adriel Sanes            | Îles Vierges des États-Unis | 2 min 22 s 20 |             |
| 39   | 1     | 3     | Luis Sebastian Weekes   | Barbade                     | 2 min 22 s 94 |             |
| 40   | 1     | 5     | Jonathan Chung Yee      | Maurice                     | 2 min 23 s 21 |             |
| 41   | 1     | 4     | Abdulaziz Al-Obaidly    | Qatar                       | 2 min 24 s 01 |             |
| 42   | 1     | 6     | Andrej Stojanovski      | Macédoine du Nord           | 2 min 25 s 40 |             |
| 43   | 1     | 2     | Bransly Dirksz          | Aruba                       | 2 min 28 s 73 |             |
| -    | 4     | 4     | Léon Marchand           | France                      | Forfait       | Forfait     |
| -    | 3     | 8     | Denis Petrashov         | Kirghizistan                | Disqualifié   | Disqualifié |

### Demi-finales
| Rang | Série | Ligne | Nageur             | Pays       | Temps         | Commentaire               |
| ---- | ----- | ----- | ------------------ | ---------- | ------------- | ------------------------- |
| 1    | 2     | 4     | Zac Stubblety-Cook | Australie  | 2 min 7 s 27  | F                         |
| 2    | 2     | 3     | Qin Haiyang        | Chine      | 2 min 7 s 70  | F                         |
| 3    | 2     | 5     | Matt Fallon        | États-Unis | 2 min 7 s 90  | F                         |
| 4    | 2     | 6     | Dong Zhihao        | Chine      | 2 min 8 s 47  | F, Record du monde junior |
| 5    | 1     | 4     | Caspar Corbeau     | Pays-Bas   | 2 min 8 s 49  | F                         |
| 6    | 1     | 3     | Josh Matheny       | États-Unis | 2 min 9 s 04  | F                         |
| 7    | 2     | 2     | Anton McKee        | Islande    | 2 min 9 s 19  | F                         |
| 8    | 1     | 6     | Ippei Watanabe     | Japon      | 2 min 9 s 50  | F                         |
| 9    | 2     | 7     | Erik Persson       | Suède      | 2 min 9 s 89  |                           |
| 10   | 1     | 1     | Matti Mattsson     | Finlande   | 2 min 9 s 93  |                           |
| 11   | 1     | 5     | Aleksas Savickas   | Lituanie   | 2 min 10 s 16 |                           |
| 12   | 1     | 2     | Arno Kamminga      | Pays-Bas   | 2 min 10 s 57 |                           |
| 13   | 1     | 7     | Antoine Marc       | France     | 2 min 10 s 66 |                           |
| 14   | 2     | 8     | Shoma Sato         | Japon      | 2 min 10 s 72 |                           |
| 15   | 2     | 1     | Lyubomir Epitropov | Bulgarie   | 2 min 11 s 28 |                           |
| 16   | 1     | 8     | Maksym Ovchinnikov | Ukraine    | 2 min 11 s 95 |                           |

### Finale
| Rang               | Ligne | Nageur             | Pays       | Temps         | Commentaire            |
| ------------------ | ----- | ------------------ | ---------- | ------------- | ---------------------- |
| Médaille d'or      | 5     | Qin Haiyang        | Chine      | 2 min 5 s 48  | Record du monde        |
| Médaille d'argent  | 4     | Zac Stubblety-Cook | Australie  | 2 min 6 s 40  |                        |
| Médaille de bronze | 3     | Matt Fallon        | États-Unis | 2 min 7 s 74  |                        |
| 4                  | 6     | Dong Zhihao        | Chine      | 2 min 8 s 04  | Record du monde junior |
| 5                  | 2     | Caspar Corbeau     | Pays-Bas   | 2 min 8 s 42  |                        |
| 6                  | 8     | Ippei Watanabe     | Japon      | 2 min 8 s 78  |                        |
| 7                  | 1     | Anton McKee        | Islande    | 2 min 9 s 50  |                        |
| 8                  | 7     | Josh Matheny       | États-Unis | 2 min 10 s 41 |                        |